# Universidad Veracruzana
La Universidad Veracruzana (UV) es una institución de educación superior pública y autónoma, con distintas sedes a lo largo de México. Es reconocida como una de las universidades de mayor impacto de la República Mexicana y la más importante de Veracruz. Por medio de sus funciones de docencia, investigación, difusión de la cultura y extensión de servicios en sus distintas entidades académicas (facultades, institutos de investigación, organismos de difusión y extensión, entre otros) busca conservar, crear y transmitir la cultura para beneficiar a la sociedad. Se rige según las disposiciones de la Ley de Autonomía de la UV, la Ley Orgánica de la UV, el Estatuto General de la UV y los Estatutos y Reglamentos derivados, donde se trata de vincular de modo permanente a la universidad y la educación que esta imparte con la sociedad, atendiendo a las nuevas tendencias y condiciones de desarrollo a nivel nacional e internacional.

## Historia
Inició su existencia formal el 11 de septiembre de 1944. El primer rector fue el Dr. Manuel Suárez Trujillo.
Se rige según las disposiciones de la Ley de Autonomía de la Universidad Veracruzana, la Ley Orgánica de la Universidad Veracruzana, el Estatuto General de la Universidad Veracruzana y los Estatutos y Reglamentos derivados, donde se trata de vincular de modo permanente a la universidad y la educación que esta imparte con la sociedad, atendiendo a las nuevas tendencias y condiciones de desarrollo a nivel nacional e internacional.
Su creación recoge los antecedentes de la educación superior en el estado de Veracruz al hacerse cargo de las escuelas oficiales artísticas, profesionales, especiales y de estudios superiores existentes en ese entonces dentro de la entidad.
A sus 76 años de creación se ha convertido en la principal institución de educación superior en el estado de Veracruz. Lo que nació como un pequeño grupo de escuelas y facultades es ahora una universidad grande y compleja, con presencia en cinco campus universitarios y en doce ciudades a lo largo del territorio veracruzano. Pocas universidades en el país han experimentado un despliegue geográfico tan importante.
En cinco décadas de trabajo institucional, la Universidad Veracruzana ha logrado desarrollar una preponderante tradición de carácter humanista. Fiel al tiempo en que se creó y animada siempre por un espíritu de justicia social, la institución ha asumido el deber de ofrecer y hacer participar de los beneficios de la educación y la cultura nacional y universal a todos los sectores de la sociedad. Las artes (música, teatro, danza, artes plásticas), las ciencias humanísticas y las ciencias sociales (filosofía, lingüística, antropología, literatura, derecho) son parte de la identidad institucional. La dimensión humanística de la Institución ha definido la naturaleza de su contribución social y le ha significado un lugar destacado en el plano nacional e, inclusive, internacional.
Lo anterior no ha impedido que la universidad se destaque en otras áreas y que incluso sea catalogada en los diversos análisis como de excelencia y con uno de los mejores programas académicos a nivel latinoamericano en carreras como medicina, enfermería, odontología, veterinaria, economía, matemáticas, física, ingeniería química, química farmacéutica biológica, agronomía, biología, arquitectura, administración de negocios internacionales, publicidad y relaciones públicas e informática.
La Universidad Veracruzana ha experimentado importantes cambios a lo largo de su evolución. Cambios que se manifiestan principalmente en una diversificación de los campos abordados, en el número de áreas de formación y carreras que ofrece, en la cantidad y calidad de sus programas relacionados con las actividades de investigación, extensión universitaria y difusión cultural.
Esto ha desembocado en convertirla en la universidad con mayor impacto e importancia de la región Golfo-Sur del país y una de las mejores de la nación.
El campus central está localizado en la ciudad de Xalapa, también capital del estado de Veracruz, ciudad con un amplio movimiento cultural y académico, así como sede de centros de investigaciones de diversa índole de la universidad.

La Universidad Veracruzana participa en varios proyectos de intercambio tanto nacional como internacional, entre los cuales destaca el Proyecto de Movilidad Académica de América del Norte, por el cual está asociada,  para intercambios, entre otras, con la Universidad de Southern Georgia en Estados Unidos y la Universidad Wilfrid Laurier de Canadá. Actualmente la UV está dirigida por el Dr. Martín Gerardo Aguilar Sánchez

### Escudo heráldico
Si bien el registro histórico oficial relacionado con los eventos que condujeron a la creación del escudo heráldico de la Universidad Veracruzana se encuentra perdido, se admite oficialmente que el diseño del mismo fue realizado por el profesor xalapeño Daniel Aguilar Castillo, y que el lema se debe al primer rector de la Universidad Veracruzana, el doctor cordobés Manuel Suárez Trujillo, lo cual consta en el portal electrónico institucional. En dicho expediente se presenta una descripción general de los elementos que lo componen, ante lo cual es importante mencionar que dicha descripción no corresponde de manera fiel a lo que observamos en el diseño original. En el diseño actual, el primer cuartel no tiene como figura El Tajín, como tampoco un sol naciente; cuenta con un elemento arquitectónico que evoca a la Pirámide de los Nichos de El Tajín, la cual por su encuadre podría simbolizar tanto a una pirámide como a un sol naciente, este cuartel alude al origen totonaco y la envolvente general de los cuarteles, a lo español; el segundo cuartel lo constituye la luz que proporciona la Ley (Lex); el tercer cuartel, la sabiduría representada por la serpiente que bebe del Cáliz (recipiente sagrado); el cuarto cuartel, la representación figurativa directa de una lira y una paleta de pintor con sus pinceles que evocan a las artes; en el escusón, corazón o vacío encontramos una flor de lis a la cual se hace referencia al inicio del lema de nuestra Universidad Veracruzana: “Lis de Veracruz: Arte, Ciencia, Luz”.

### Logosímbolo
Debido a la utilización del escudo heráldico en objetos que no lo requieren, surgió la necesidad de diseñar una marca gráfica que tuviera la misma capacidad como elemento de identidad institucional. Esta medida evitará un desgaste innecesario del escudo heráldico. La Comisión para la Revisión de la Imagen Institucional (CRII) determinó que dicho elemento gráfico sería un logosímbolo (combinación de un símbolo y texto). Para su creación se planteó la necesidad de recuperar elementos posicionados al interior de la Institución. En primera instancia, se rescató el elemento flor de lis, el cual procede del escudo heráldico y ha sido ampliamente utilizado en años recientes, con un posicionamiento significativo; el segundo elemento que se consideró viable por su uso cotidiano y referencial fue el acrónimo UV, ya que es un elemento de identidad comúnmente aceptado.

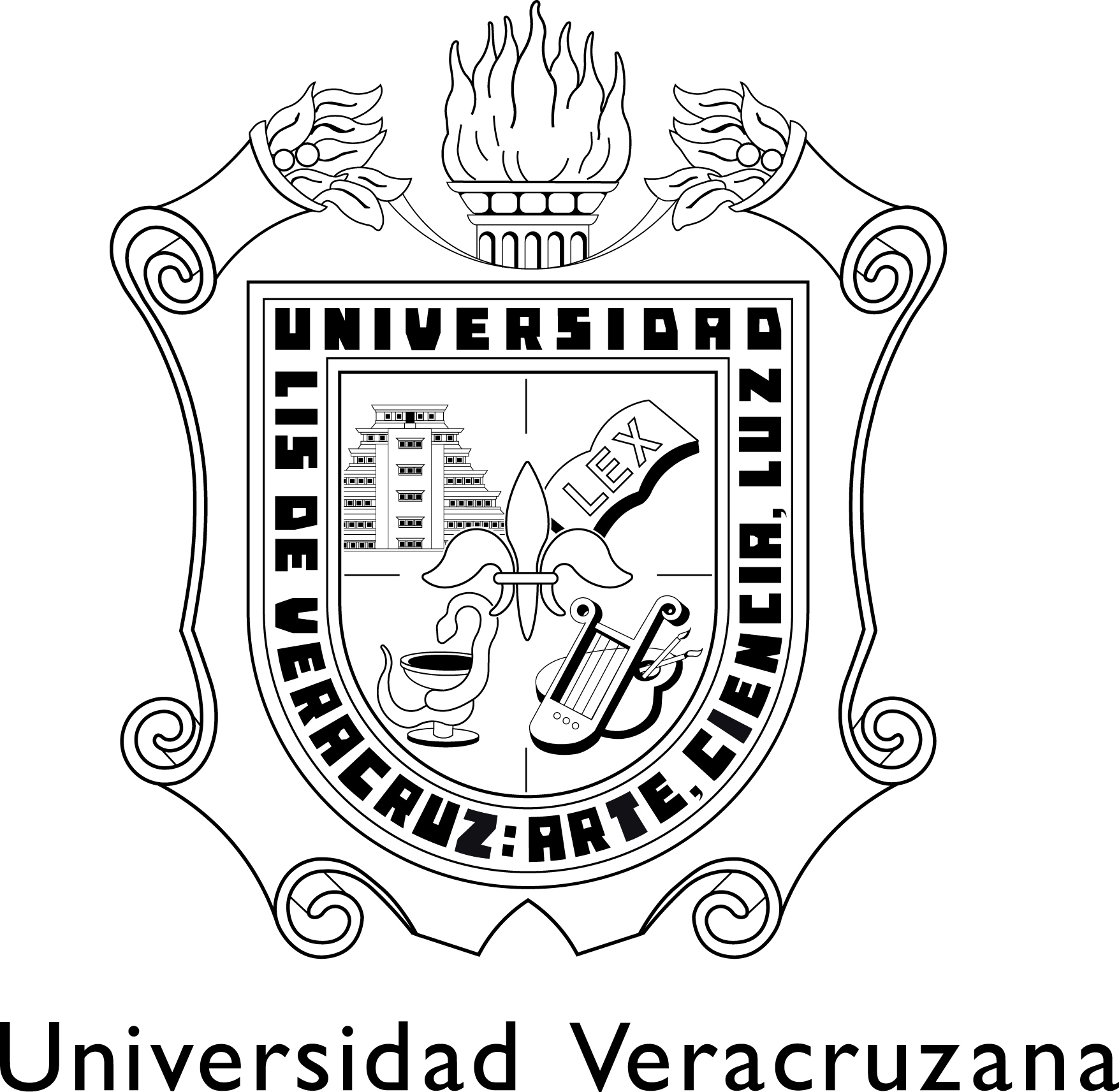
Escudo Heráldico de la Universidad Veracruzana.

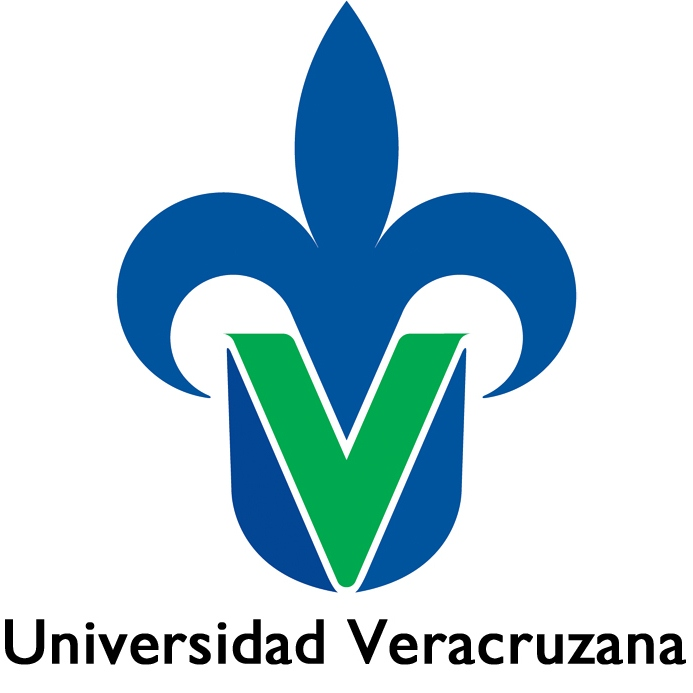
Logosímbolo de la Universidad Veracruzana

## Descripción de la oferta académica
El conjunto de programas de docencia impartidos por la Universidad Veracruzana la ubican dentro de las universidades con mayor diversificación en su oferta educativa del país. Se ofrecen 178 opciones de formación profesional a nivel de Licenciatura, 7 carreras técnicas, 6 Técnico Superior Universitario, 19 Especialidades, 75 de Maestría y 30 programas de Doctorado; haciendo un total de 314 programas educativos, distribuidas en sus cinco grandes  campus universitarios. La cobertura institucional abarca las áreas académicas de humanidades, técnica, económico-administrativa, ciencias de la salud, biológico-agropecuaria y artes. Los grados académicos que se otorgan son los de profesional de nivel medio, técnico profesional, licenciatura, maestría y doctorado

#### Técnico
- Técnico en Danza Contemporánea
- Técnico en Dibujo y Pintura
- Técnico en Música: Alientos
- Técnico en Música: Cuerdas
- Técnico en Música: Guitarra
- Técnico en Música: Percusiones
- Técnico en Música: Piano

#### Técnico Superior Universitario
- Enfermería
- Histotecnólogo Embalsamador
- Protesista Dental
- Radiólogo

#### Licenciaturas

##### Área de Artes
- Arquitectura
- Artes Visuales
- Danza contemporánea
- Diseño de la Comunicación Visual
- Educación Artística con Perfiles Diferenciados
- Educación musical
- Enseñanza de las Artes
- Estudios de Jazz
- Fotografía
- Música
- Teatro

##### Área de Ciencias Biológicas y Agropecuarias
- Agronegocios Internacionales
- Biología
- Biología Marina
- Ingeniería en Sistemas de Producción Agropecuaria
- Ingeniería agronómica
- Médico Veterinario Zootecnista

##### Área de Ciencias de la Salud
- Cirujano Dentista
- Educación Física, Deporte y Recreación
- Enfermería
- Médico Cirujano
- Nutrición
- Psicología
- Química Clínica
- Quiropráctica

##### Área Económico-Administrativa
- Administración
- Administración de Negocios Internacionales
- Administración Turística
- Dirección Estratégica de Recursos Humanos
- Desarrollo del Talento Humano en las Organizaciones
- Ciencias Políticas y Gestión Pública
- Contaduría
- Economía
- Estadística
- Geografía
- Gestión Intercultural para el Desarrollo (UVI)
- Gestión y Dirección de Negocios
- Ingeniería de Ciberseguridad e Infraestructura de Cómputo
- Ingeniería en Sistemas y Tecnologías de la Información
- Ingeniería de Software
- Logística Internacional y Aduanas
- Publicidad y Relaciones Públicas
- Redes y Servicios de Cómputo
- Relaciones Industriales
- Sistemas Computacionales Administrativos
- Tecnologías de Información en las Organizaciones
- Tecnologías Computacionales

##### Área de Humanidades
- Antropología Histórica
- Antropología Lingüística
- Antropología Social
- Arqueología
- Ciencias de la Comunicación
- Derecho
- Derecho con Enfoque de Pluralismo jurídico
- Enseñanza del Inglés
- Filosofía
- Historia
- Lengua Francesa
- Lengua Inglesa
- Lengua y Literatura Hispánicas
- Pedagogía
- Desarrollo Integral de las Personas con Discapacidad[7]
- Sociología
- Trabajo Social

##### Área Técnica
- Arquitectura
- Ciencias Atmosféricas
- Física
- Ingeniería Ambiental
- Ingeniería Civil
- Ingeniería Mecánica Eléctrica
- Ingeniería en Alimentos
- Ingeniería en Biotecnología
- Ingeniería en Electrónica y Comunicaciones
- Ingeniería en Instrumentación Electrónica
- Ingeniería en Tecnologías Computacionales
- Ingeniería Industrial
- Ingeniería Informática
- Ingeniería Mecatrónica
- Ingeniería Metalurgia y Ciencia de los Materiales
- Ingeniería Naval
- Ingeniería Petrolera
- Ingeniería Química
- Ingeniería Biomédica
- Ingeniería Topográfica Geodésica
- Matemáticas
- Química industrial

- Químico Farmacéutico Biólogo

## Numeralia de entidades académicas y dependencias
En 2022 la Universidad Veracruzana contaba con las siguientes entidades y dependencias.
| Entidades y dependencias                                   | Número |
| ---------------------------------------------------------- | ------ |
| Facultades                                                 | 76     |
| Sistema de Enseñanza Abierta (SEA)                         | 1      |
| Institutos de Investigación                                | 23     |
| Centros de Investigación                                   | 20     |
| Universidad Veracruzana Intercultural (UVI-Sedes)          | 4      |
| Casas de la Universidad                                    | 7      |
| Brigadas Universitarias                                    | 23     |
| Laboratorios de Servicios de Alta Tecnología               | 2      |
| Hospital Escuela de Ginecología y Obstetricia              | 1      |
| Hospital Veterinario para Grandes Especies                 | 1      |
| Museo de Antropología                                      | 1      |
| Galería de Arte                                            | 1      |
| Centros de Iniciación Musical Infantil (CIMI)              | 2      |
| Talleres Libres de Arte                                    | 8      |
| Centros de Idiomas                                         | 6      |
| Centros de Estudios y Servicios en Salud                   | 1      |
| Centros de Atención para el Cáncer                         | 1      |
| Centros de Autoacceso de Idiomas (CADI)                    | 11     |
| Escuela para Estudiantes Extranjeros (EEE)                 | 1      |
| Departamento de Lenguas Extranjeras (DELEX)                | 1      |
| Unidad de Servicios Bibliotecarios y de Información (USBI) | 6      |
| Bibliotecas                                                | 48     |
| Biblioteca Virtual                                         | 1      |
| Sala de conciertos Tlaqná                                  | 1      |

## Investigación
La Universidad Veracruzana ha realizado también serios esfuerzos en el terreno de la creación y desarrollo del conocimiento científico y tecnológico. En los últimos 15 años ha comenzado a establecer las bases académicas y de infraestructura necesarias para potencializar sus actividades de investigación científica y tecnológica. Actualmente se cuenta con una masa crítica de 447 investigadores y 23 dependencias dedicadas a la investigación. Se abordan aquí problemas de las ciencias básicas y aplicadas en un amplio espectro de áreas de conocimiento.
Algunos investigadores de la universidad en el área de la biología han publicado artículos que los llevaron a tener abreviaturas taxonómicas propias gracias a sus descubrimientos, por ejemplo, Juventino García (IPNI: Juv.García) y Armando López (IPNI: A.López) en el área de micología por el descubrimiento de Clathrus mexicanus.

#### Institutos de investigación
Los institutos de investigación de la Universidad Veracruzana son:
- Instituto de Antropología
- Instituto de Investigaciones Jurídicas
- Instituto de Artes Plásticas
- Instituto de Investigaciones Lingüístico – Literarias
- Instituto de Biotecnología y Ecología Aplicada (INBIOTECA)
- Instituto de Investigaciones Médico – Biológicas
- Instituto de Ciencias Básicas
- Instituto de Investigaciones Histórico – Sociales
- Instituto de Ciencias de la Salud
- Instituto de Investigaciones Psicológicas
- Instituto de Ciencias Marinas y Pesquerías
- Instituto de Investigaciones y Estudios Superiores de las Ciencias Administrativas (IIESCA)
- Instituto de Investigaciones en Contaduría
- Instituto de Investigaciones y Estudios Superiores Económicos y Sociales (IIESES)
- Instituto de Filosofía
- Instituto de Medicina Forense
- Instituto de Ingeniería
- Instituto de Neuroetología
- Instituto de Investigaciones Biológicas
- Instituto de Psicología y Educación
- Instituto de Investigaciones en Educación
- Instituto de Salud Pública
- Instituto de Investigaciones Forestales
- Instituto de Investigaciones Cerebrales
- Instituto de Investigaciones en Inteligencia Artificial
- Instituto de Química Aplicada[10]

#### Centros de investigación
Los centros de investigación de la institución son:
- Centro de Ciencias de la Tierra
- Centro de Estudios Sobre Derecho, Globalización y Seguridad
- Centro de Ecoalfabetización y Diálogo de Saberes
- Centro de Investigaciones Biomédicas
- Centro de Investigación en Recursos Energéticos y Sustentables
- Centro de Estudios, Creación y Documentación de las Artes (CECDA)
- Centro de Investigaciones en Documentación sobre la Universidad (CIDU)
- Centro de Estudios de la Cultura y la Comunicación
- Centro de Investigaciones en Micro y Nanotecnología
- Centro de Estudios de Opinión y Análisis de la Universidad Veracruzana
- Centro de Investigaciones Tropicales
- Centro de Investigación y Desarrollo en Alimentos (CIDEA)
- Centro de Estudios e Investigaciones en Conocimiento y Aprendizaje Humano (CEICAH)
- Centro de Estudios de Género de la Universidad Veracruzana
- Centro de Investigación e Innovación en la Educación Superior (CIIES)
- Centro de Investigación en Micología Aplicada (CIMA)
- Centro de Estudios Interdisciplinarios en Agrobiodiversidad[11]

## Infraestructura
La institución ha logrado fortalecer sus recursos humanos y su infraestructura física y académica. Cuenta con una plantilla de 2093 profesores de tiempo completo, 447 inscritos al SNI y con un personal administrativo y directivo de 4,006 personas. La infraestructura académica bibliotecaria está integrada por una biblioteca central, 5 regionales, 48 departamentales, 17 especializadas y una hemeroteca.

## Regiones y campus
La Universidad Veracruzana se encuentra administrada en cinco regiones, conocidas también como campus. La rectoría se encuentra en Xalapa, mientras que las otras regiones cuentan con vicerrectorados. Exceptuando la administración del campus Xalapa, cada región comprende a más de una ciudad, y los edificios de la Universidad se ubican en 14 municipios distintos.
Las regiones son:
- Xalapa
- Veracruz, que también incluye al municipio de Boca del Río.

- Coatzacoalcos-Minatitlán, compuesta por los campus de dichas ciudades, más el de Acayucan y Huazuntlán.
- Orizaba-Córdoba, que engloba también a Ciudad Mendoza, Nogales, Río Blanco, Peñuela Amatlán de los Reyes y Tequila.
- Poza Rica-Tuxpan, más Ixhuatlán de Madero y Espinal.

Facultades por región:
Región Xalapa
- Facultad de Antropología

- Facultad de Arquitectura
- Facultad de Artes Plásticas
- Facultad de Bioanálisis
- Facultad de Biología

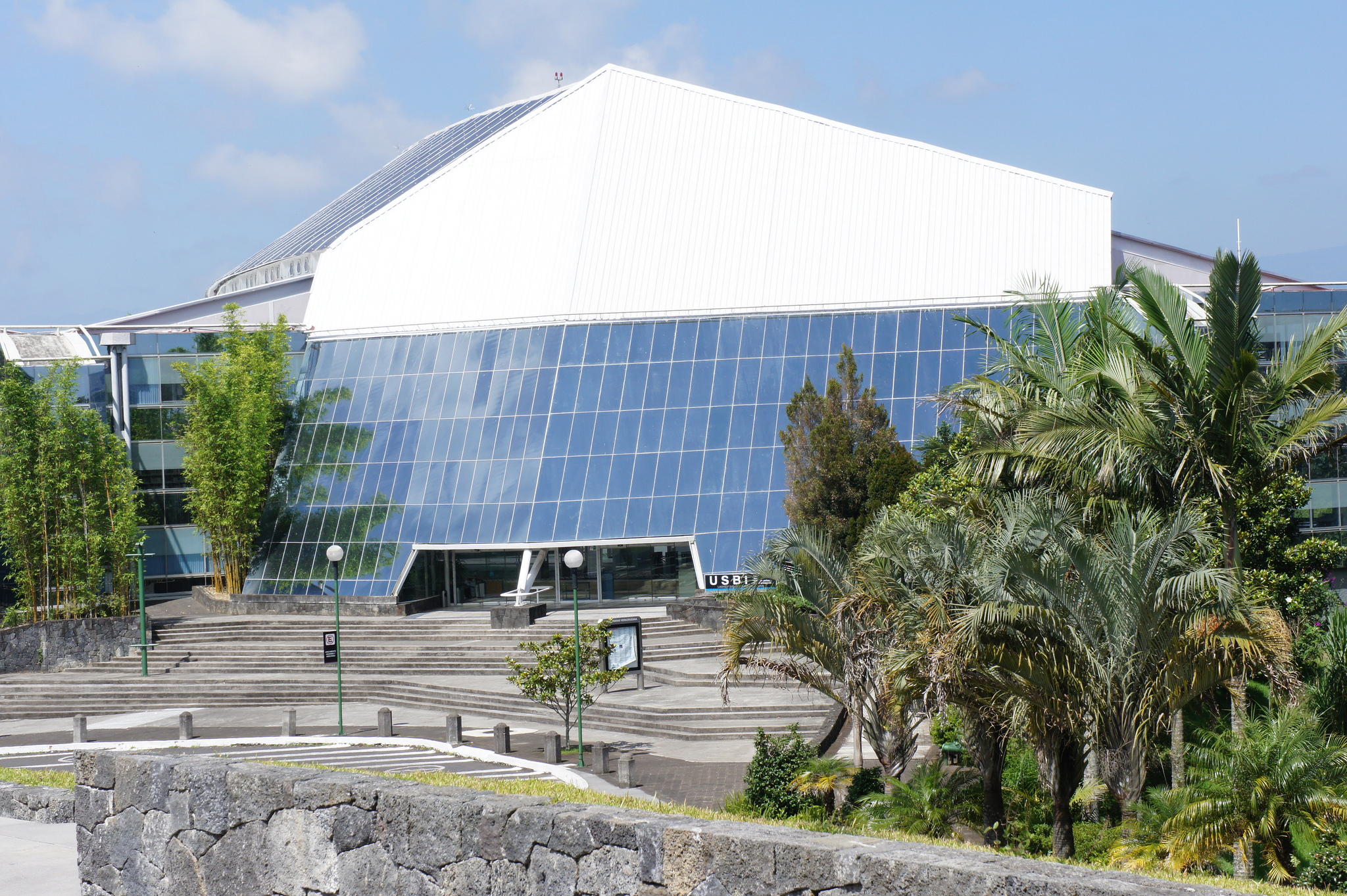
USBI-Xalapa

- Facultad de Ciencias Administrativas y Sociales
- Facultad de Ciencias Agrícolas
- Facultad de Ciencias Químicas
- Facultad de Contaduría y Administración
- Facultad de Danza
- Facultad de Derecho
- Facultad de Economía
- Facultad de Enfermería
- Facultad de Estadística e Informática
- Facultad de Filosofía

- Facultad de Física

- Facultad de Historia

- Facultad de Idiomas
- Facultad de Ingeniería Civil

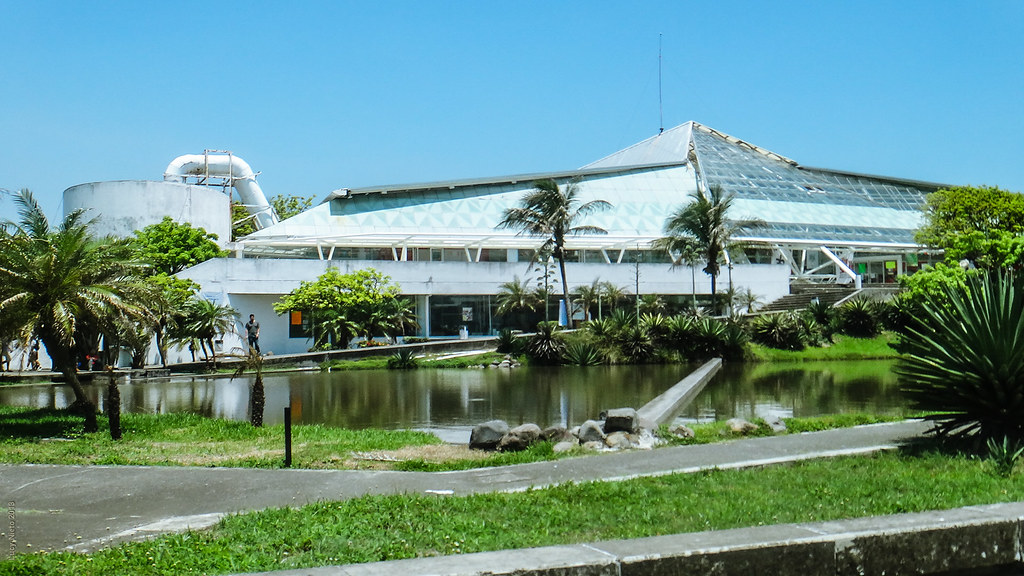
USBI-Veracruz

- Facultad de Ingeniería Mecánica y Eléctrica
- Facultad de Instrumentación Electrónica
- Facultad de Letras Españolas
- Facultad de Matemáticas
- Facultad de Medicina
- Facultad de MúsicaUSBI-Ixtac.
- Facultad de Nutrición
- Facultad de Odontología
- Facultad de Pedagogía
- Facultad de Psicología

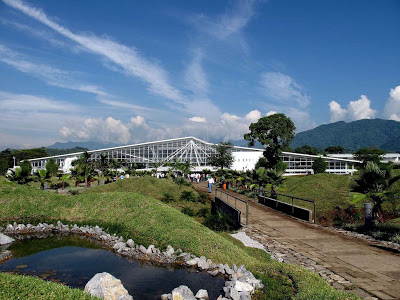
USBI-Ixtac.

- Facultad de Química Farmacéutica Biológica

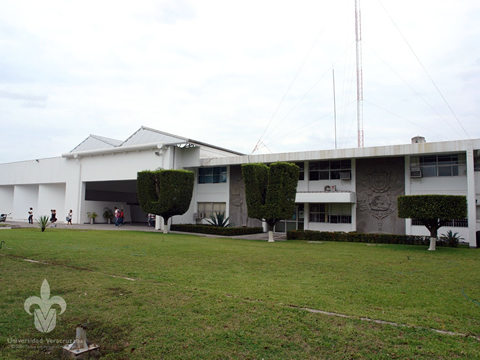
USBI-Poza Rica

- Facultad de Sociología
- Facultad de Teatro

Región Veracruz
- Facultad de Administración
- Facultad de Bioanálisis
- Facultad de Ciencias Químicas
- Facultad de Ciencias y Técnicas de la Comunicación
- Facultad de Contaduría
- Facultad de Educación Física, Deporte y Recreación
- Facultad de Enfermería
- Facultad de Ingeniería
- Facultad de Ingeniería de la Construcción y Hábitat
- Facultad de Ingeniería Eléctrica y Electrónica
- Facultad de Ingeniería Mecánica y Ciencias Navales
- Facultad de Medicina
- Facultad de Medicina Veterinaria y Zootecnia
- Facultad de Nutrición
- Facultad de Odontología
- Facultad de Pedagogía
- Facultad de Psicología

Región Poza Rica-Tuxpan
- Facultad de Arquitectura

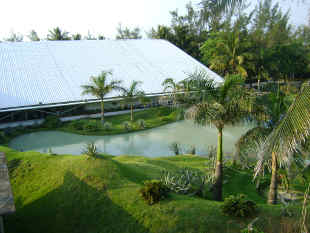
USBI-Coatzacoalcos

- Facultad de Ciencias Biológicas y Agropecuarias

- Facultad de Ciencias Químicas
- Facultad de Contaduría
- Facultad de Enfermería
- Facultad de Ingeniería Civil
- Facultad de Ingeniería Electrónica y Comunicaciones
- Facultad de Ingeniería Mecánica y Eléctrica
- Facultad de Medicina
- Facultad de Odontología
- Facultad de Pedagogía
- Facultad de Psicología
- Facultad de Trabajo Social

Región Orizaba-Córdoba
- Facultad de Arquitectura
- Facultad de Ciencias Biológicas y Agropecuarias
- Facultad de Ciencias químicas
- Facultad de Contaduría y Administración
- Facultad de Enfermería
- Facultad de Ingeniería
- Facultad de Medicina
- Facultad de Odontología

Región Coatzacoalcos-Minatitlán
- Facultad de Ingeniería en Sistemas de Producción Agropecuaria
- Facultad de Odontología
- Facultad de Enfermería
- Facultad de Medicina
- Facultad de Contaduría y Administración
- Facultad de Trabajo Social
- Facultad de Ciencias Químicas
- Facultad de Ingeniería

## Publicación de libros
La Universidad Veracruzana inició su labor editorial a partir en 1948. La edición es una de sus actividades más antiguas y relevantes. Ha sido un espacio privilegiado para la divulgación de trabajo de docentes, investigadores, artistas y alumnos. A la fecha, la institución cuenta con una Dirección Editorial de la Universidad Veracruzana que se encarga de producir una serie de colecciones y textos en las áreas de literatura, historia, antropología, arte, ciencia y tecnología. Dentro de ellas,  La Palabra y el Hombre es una prestigiada colección con más de cien números publicados en sus treinta y siete años de existencia. En ella han participado personalidades asociadas a los movimientos más avanzados del pensamiento humanista en Latinoamérica. Igualmente la universidad edita la revista La Ciencia y el Hombre, un órgano dedicado a la difusión del avance de la ciencia en México.
En la actualidad sus grupos de divulgación, GruFi UV y TAJIN FI, cuentan con actividades de divulgación en su localidad y ante los encuentros nacionales promovidos por la Sociedad Mexicana de Física.

## Premios
La Universidad Veracruzana otorga diferentes premios a las comunidades académica, científica y artística. Entre los premios que se otorgan destacan los siguientes:
- Premio "Arte, Ciencia, Luz" al mejor trabajo recepcional [15]
- Medalla al mérito estudiantil "Dr. Manuel Suárez Trujillo"[16]
- Premio Nacional de Dramaturgia “Emilio Carballido”
- Premio Latinoamericano de Primera Novela “Sergio Galindo”
- Premio al Decano[17]

## Actividades artísticas
La actividad que realizan los grupos artísticos de la Universidad Veracruzana es también de alto nivel. Su presencia y reconocimiento rebasan los límites nacionales. Se ha consolidado una tradición de excelencia en los géneros de música clásica, folclórica y popular, así como en el teatro, danza y canto. La Orquesta Sinfónica de Xalapa, con 80 años de labor ininterrumpida, el Ballet Folclórico y la Orquesta de Música Popular son ejemplos de actividad artística y cultural que ha trascendido las fronteras y que han dado solidez y prestigio a la institución.

## Deportes
La universidad destaca a nivel nacional por su programa deportivo. Anteriormente contaban con un equipo de baloncesto en la LNPB,  Halcones UV Xalapa, que desapareció en años recientes y fue reimaginado pero ya sin relación con la universidad. Además cuenta con un equipo de fútbol americano universitario en la Liga Mayor de la ONEFA, los Halcones UV.

## Rankings
Los rankings de las universidad, según la página de posiciones de calidad educativa más importante a nivel mundial, WebOMetrics.info y la revista AmericaEconomia Ranking 2021 de las mejores universidades de México, posicionan a la Universidad Veracruzana en los siguientes lugares:
- Nivel Mundial: 1450
- Nivel Continental: 58
- Nivel Continental (Norteamérica): 378
- Nivel Nacional: 9
- Nivel del Sureste Mexicano: 1